# Sinea defecta
Sinea defecta är en insektsart som beskrevs av Carl Stål 1862. Sinea defecta ingår i släktet Sinea och familjen rovskinnbaggar. Inga underarter finns listade i Catalogue of Life.